# 达姆莱乌帕齐拉
达姆莱乌帕齐拉是孟加拉国达卡专区达卡县的乌帕齐拉。根据1991年孟加拉国的人口普查，达姆莱的人口为312,777人，其中男性人口占总人口的50.37%，女性占49.63%，18岁（含）以上的人口有163,449人。